# 清水敏男 (政治家)
清水 敏男（しみず としお、1963年（昭和38年）8月24日 - ）は、日本の政治家。
福島県いわき市長（2期）、福島県議会議員（4期）、いわき市議会議員（2期）を歴任した。

## 概要
福島県いわき市出身。いわき市立湯本第一小学校、いわき市立湯本第一中学校、福島県立磐城高等学校卒業。日本大学法学部政治経済学科を卒業後、衆議院議員・鴻池祥肇の秘書を務める。
1992年、いわき市議会議員選挙に出馬し初当選。市議を2期務める。全国若手市議会議員の会創設に参画し、初代会長となる。1999年、福島県議会議員選挙に自由民主党公認で出馬し初当選。2013年7月3日、4期目の途中で県議職を辞職。
2013年9月8日に行われたいわき市長選挙に立候補。現職の渡辺敬夫（日本維新の会・公明党推薦）、元衆議院議員の宇佐美登、教会伝道者の五十嵐義隆ら3候補を破り初当選。同年9月28日、市長就任。
※当日有権者数：273,142人 最終投票率：51.13%（前回比：－4.89pts）
| 候補者名   | 年齢 | 所属党派 | 新旧別 | 得票数   | 得票率 | 推薦・支持                   |
| ---------- | ---- | -------- | ------ | -------- | ------ | ---------------------------- |
| 清水敏男   | 50   | 無所属   | 新     | 55,367票 | 40.03% |                              |
| 渡辺敬夫   | 67   | 無所属   | 現     | 48,179票 | 34.83% | （推薦）日本維新の会・公明党 |
| 宇佐美登   | 46   | 無所属   | 新     | 31,402票 | 22.70% |                              |
| 五十嵐義隆 | 35   | 無所属   | 新     | 3,377票  | 2.44%  |                              |

2017年9月10日に行われた市長選に自民党いわき総支部の推薦を受けて出馬し、元職の渡辺敬夫と元衆議院議員の宇佐美登を破り再選。
※当日有権者数：275,079人 最終投票率：49.13%（前回比：－2.0pts）
| 候補者名 | 年齢 | 所属党派 | 新旧別 | 得票数   | 得票率 | 推薦・支持                 |
| -------- | ---- | -------- | ------ | -------- | ------ | -------------------------- |
| 清水敏男 | 54   | 無所属   | 現     | 59,814票 | 44.67% | （推薦）自民党いわき総支部 |
| 渡辺敬夫 | 71   | 無所属   | 元     | 37,670票 | 28.13% |                            |
| 宇佐美登 | 50   | 無所属   | 新     | 36,411票 | 27.19% |                            |

2021年8月29日、いわき市長選挙が告示され、清水のほか、元文部科学省職員の内田広之、元衆議院議員の宇佐美登、前常磐共同ガス社長の猪狩謙二らが立候補した。福島民友新聞社と福島民報社は29日と30日に世論調査を行い、取材で得た情報を加味して序盤の情勢を分析して8月31日に公表した。前者は「清水と猪狩と内田が激しく競り合い、宇佐美が追う展開」と報じ、後者は「清水と内田が競り合い、猪狩と宇佐美が続く展開」と報じた。ところが9月5日、メディアは投票締め切りの19時と同時に内田の当選確実を報道。清水は得票数3位で敗れた。
※当日有権者数：267,281人 最終投票率：47.68%（前回比：－1.45pts）
| 候補者名 | 年齢 | 所属党派 | 新旧別 | 得票数   | 得票率 | 推薦・支持 |
| -------- | ---- | -------- | ------ | -------- | ------ | ---------- |
| 内田広之 | 49   | 無所属   | 新     | 45,885票 | 36.33% |            |
| 宇佐美登 | 54   | 無所属   | 新     | 28,258票 | 22.37% |            |
| 清水敏男 | 58   | 無所属   | 現     | 26,658票 | 21.10% |            |
| 猪狩謙二 | 59   | 無所属   | 新     | 25,512票 | 20.20% |            |

2025年7月15日、同年9月7日投開票のいわき市長選挙に立候補することを表明した。

## 市政
- 2020年4月28日、新型コロナウイルス感染症拡大に伴う独自の経済支援策として、売り上げが減少した賃貸店舗を持つ事業者に上限額30万円の補助金を支給すると発表した。また、新たにテレワークを導入して国のIT導入補助金を受けた事業者に最大50万円、業態転換のため国の持続化補助金を受けた事業者には最大25万円の上乗せ支援を行った。市の経済対策は全体で10億円規模となる見通しで、このうち約5億円を賃貸料関連の補助金に充てた[12]。
- 同日、自身の6月期末手当を50％減額すると表明した。減額後の支給額は109万4,445円となる見通し[13]。
- 同年11月17日、自身の12月期末手当を25％減額すると表明した。病院事業管理者を除く特別職5人も同様に減額する。副市長2人はそれぞれ15％、教育長は10％減額[14]。